# Керимкулов, Медетбек Темирбекович
Медетбек Темирбекович Керимкулов (род. 28 января 1949 в с. Кен-Булун) — советский и киргизский государственный и политический деятель, мэр Бишкека (1999—2005) исполнял обязанности премьер-министра Кыргызстана в течение нескольких недель летом 2005 года, министр промышленности, торговли и туризма Киргизии (2006—2007). Государственный советник 2-го класса.

## Биография
Медетбек Керимкулов родился в селе Кен-Булун, Ысык-Атинский район, Чуйская область, Киргизская ССР. Юношей работал в совхозе имени Димитрова, затем был мастером и прорабом джети-огузской передвижной механизированной колонны. В 1972 году окончил архитектурно-строительный факультет Фрунзенского политехнического института по специальности «инженер-строитель».
С 1974 до 1982 года работал в тресте «Токмакстрой», пройдя путь от старшего инженера до начальника строительно-монтажного управления. В 1982—1984 годах руководил промышленным отделом Токмакского городского исполкома. С 1984 до 1985 года занимал пост заместителя председателя Чуйского районного совета. После этого руководил тем же трестом «Токмакстрой». С 1990 до 1991 года занимал должность первого заместителя председателя Токмакского городского исполнительного комитета. С февраля по май 1991 года был заместителем председателя Токмакской городского совета, после чего возглавил его.
В 1992—1994 годах занимал пост председателя государственной администрации Токмака. С 1994 по март 1995 года — председатель Ошской городской государственной администрации. Затем, с мая 1995 по апрель 1999 года был первым заместителем городского головы Бишкека, а затем в июле 1999 года и сам стал мэром.
С апреля 2005 года работал в правительстве Киргизии: в 2005 году был исполняющим обязанности первого вице-премьер-министра Киргизии; затем — с 20 июня по 10 июля — председателя правительства при отсутствии Курманбека Бакиева. Со 2 декабря 2005 по 10 мая 2006 года был первым вице-премьером. 10 мая 2006 года назначен и. о. министра промышленности, торговли и туризма Киргизии, 26 июня стал полноправным министром, был в должности до 8 февраля 2007 года.
21 июня 2013 года был назначен на должность президента Ассоциации нефтетрейдеров Киргизии.
Вице-президент Международной ассамблеи столиц и крупных городов. Почётный профессор Бишкекского гуманитарного университета, Киргизского государственного университета строительства, транспорта и архитектуры, Киргизского государственного технического университета. Президент федерации бильярдного спорта Киргизии.
Награждён орденом «Манас» III степени (2003), медалью «Данк», Почётной Грамотой Верховного Совета Киргизии, ордена «За вклад в устойчивое развитие городов СНГ». Лауреат конкурсов «Выбор года 2001, 2002» в номинации «Лучший мэр года». Лауреат премий «Тугелбай-Ата», «Руханият». Почётный гражданин Баткенской области и города Бишкека. Заслуженный строитель Киргизской Республики, Отличник образования Киргизии.
Супруга, Керимкулова Светлана Мусаевна, директор УВК школы-гимназии № 67, пара воспитала сына и дочь.